# 강돌고래
강돌고래는 담수 또는 기수에만 서식하는 수생 포유류이다. 돌고래의 비공식적인 그룹이며, 고래하목의 측계통군이다. 현존하는 강돌고래는 인도강돌고래상과(Platanistoidea)와 아마존강돌고래상과(Inioidea)의 두 상과로 분류된다. 각각은 인도강돌고래과, 아마존강돌고래과, 라플라타돌고래과로 구성된다.
강돌고래는 다른 돌고래에 비해 상대적으로 작으며, 따뜻하고 얕은 물과 물살이 강한 강물에서 살아남기 위해 진화했다. 그들은 1.5m 길이의 인도강돌고래에서 2.4m에 100kg의 아마존강돌고래까지 크기가 다양하다. 몇몇 종은 수컷이 암컷보다 크다는 점에서 성적 이형성을 보인다. 유선형의 몸과 지느러미로 바뀐 두 개의 다리를 가지고 있다. 강돌고래들은 원추형 이빨과 긴 부리를 사용하여 어두운 물에서 빠르게 움직이는 먹이를 잡는다. 공기와 물에 모두 적응된 잘 발달된 청력을 가지고 있다. 강돌고래가 헤엄치는 물은 대개는 진흙이 많기 때문에 실제로 시력에 의존하지 않는다.따뜻하고 얕은 물에서 살기에 잘 적응되어 있으며, 다른 고래류와는 달리 고래지방이 거의 없다.
강돌고래의 서식지는 널리 퍼져있지 않고, 특정 강이나 강 하구에 국한된다. 따라서 서식지 파괴에 극도로 취약하다. 강돌고래는 주로 물고기를 먹고 산다. 수컷 강돌고래는 일반적으로 매년 여러 마리의 암컷과 짝짓기를 하지만, 암컷은 2~3년마다 짝짓기를 한다. 새끼는 일반적으로 봄과 여름에 태어나고, 암컷은 새끼를 키우는 모든 책임을 진다. 강돌고래는 다양한 발성을 내며, 대개 클릭과 휘파람의 형태로 나타난다.

## 분류
- 인도강돌고래상과(Platanistoidea)
  - 인도강돌고래과(Platanistidae)
    - 인도강돌고래속(Platanista)
      - 인도강돌고래(Platanista gangetica)
        - 갠지스강돌고래(P. g. gangetica)
        - 인더스강돌고래(P. g. minor)

  - † Allodelphinidae과
  - † Squalodelphinidae과
  - † Squalodontidae과
  - † Waipatiidae과
- 아마존강돌고래상과(Inioidea)
  - 아마존강돌고래과(Iniidae)
    - 아마존강돌고래속(Inia)
      - 아마존강돌고래(Inia geoffrensis)
        - Inia geoffrensis geoffrensis
        - Inia geoffrensis humbotiana

      - 아라과이아강돌고래(Inia araguaiaensis)
      - 볼리비아강돌고래(Inia boliviensis)

    - †Meherrinia속
    - †Isthminia속

  - 라플라타돌고래과(Pontoporiidae)
    - †Auroracetus 속
      - †Auroracetus bakerae

    - 라플라타돌고래속(Pontoporia)
      - 라플라타돌고래(Pontoporia blainvillei)
- (?†) 양쯔강돌고래상과(Lipotoidea)
  - (?†) 양쯔강돌고래과(Lipotidae)
    - (?†) 양쯔강돌고래속(Lipotes)
      - (?†) 양쯔강돌고래(Lipotes vexillifer)

## 진화

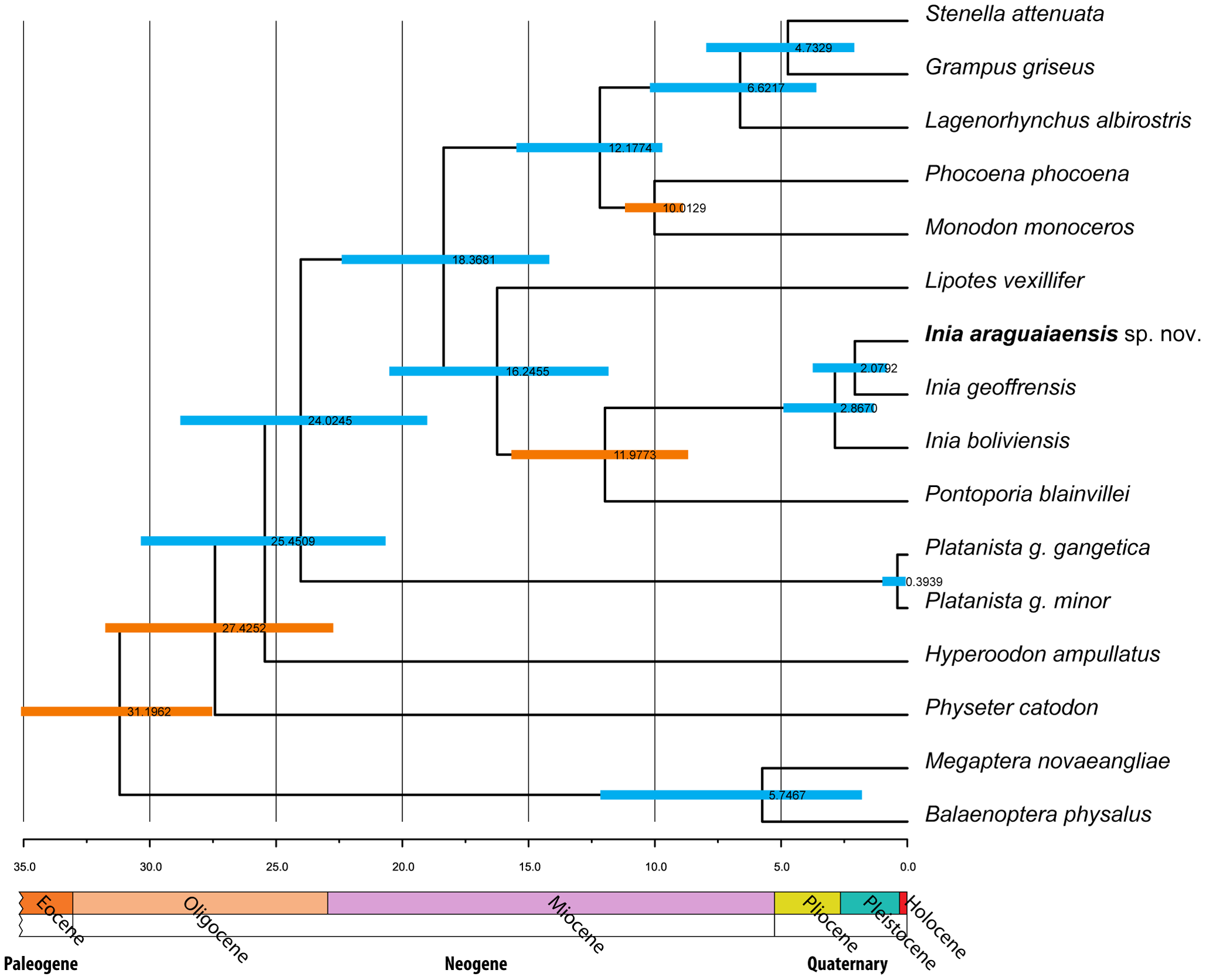
시토크롬b 유전자 서열에 따른 고래의 계통도. 인도강돌고래속(Platanista)은 다른 강돌고래와는 먼 친척이다.

강돌고래는 육지에 사는 우제류의 후손인 고래하목에 속한다. 원시 고래인 고대고래아목은 약 4천 9백만년 전에 처음으로 바다로 옮겨갔고, 옮겨졌고 5백~1천만년 후에 완전히 물에 적응하였다. 강돌고래가 언제 담수로 되돌아갔는지는 알 수 없다.
강돌고래의 조상은 원래 바다에 적응했으나, 현대 돌고래 혈통과 갈라져 담수로 서식지를 옮겼다. 수렴 진화로 인해 담수에 사는 강돌고래의 형태학적 유사점과 적응이 발생했다. 강돌고래의 집단은 다계통군이다. 아마존강돌고래는 인도강돌고래보다 바다에 사는 돌고래와 더 근연 관계가 있다.